# Universidade Estadual do Paraná
A Universidade Estadual do Paraná (Unespar) é uma instituição de ensino superior pública mantida pelo Governo do Estado do Paraná. Possui campi nas cidades de Curitiba, Apucarana, Campo Mourão, Paranaguá, Paranavaí, São José dos Pinhais e União da Vitória. Ela tem sua reitoria localizada na cidade de Paranavaí e é considerada a terceira maior universidade mantida pelo governo do Paraná.

## História
A instituição foi criada em 2001 pela Lei Estadual nº 13.283, de 25/10/2001, no então governo de Jaime Lerner, a partir da junção de oito faculdades que eram isoladas.
Ela é caracterizada pelo formato multicampi, convertendo em uma só instituição as faculdades mantidas pelo governo estadual, são elas: Faculdade Estadual de Educação, Ciências e Letras de Paranavaí (Fafipa), Escola de Música e Belas Artes do Paraná (Embap), Faculdade de Artes do Paraná (FAP), Faculdade Estadual de Ciências e Letras de Campo Mourão (Fecilcam), Faculdade Estadual de Ciências Econômicas de Apucarana (Fecea), Faculdade Estadual de Filosofia, Ciências e Letras de Paranaguá (Fafipar), Faculdade Estadual de Filosofia, Ciências e Letras de União da Vitória (Fafiuv) e Escola Superior de Segurança Pública (de acordo com a Lei Estadual nº 17.590, de 12 de junho de 2013, a Escola Superior de Segurança Pública faz parte da APMG e integra academicamente a Unespar, mantendo estrutura própria dentro da Polícia Militar do Paraná).
A universidade conta com 12 mil alunos e oferta cerca de 60 cursos de graduação, além de cursos de pós-graduação Lato Sensu (especialização) e Stricto Sensu (mestrado) em diversas áreas do conhecimento, ofertando ainda programas e projetos de pesquisa e de extensão. Em 2013 a cidade de Paranavaí foi escolhida para ser sede da reitoria da instituição.